# Tiqqun (Literatur)

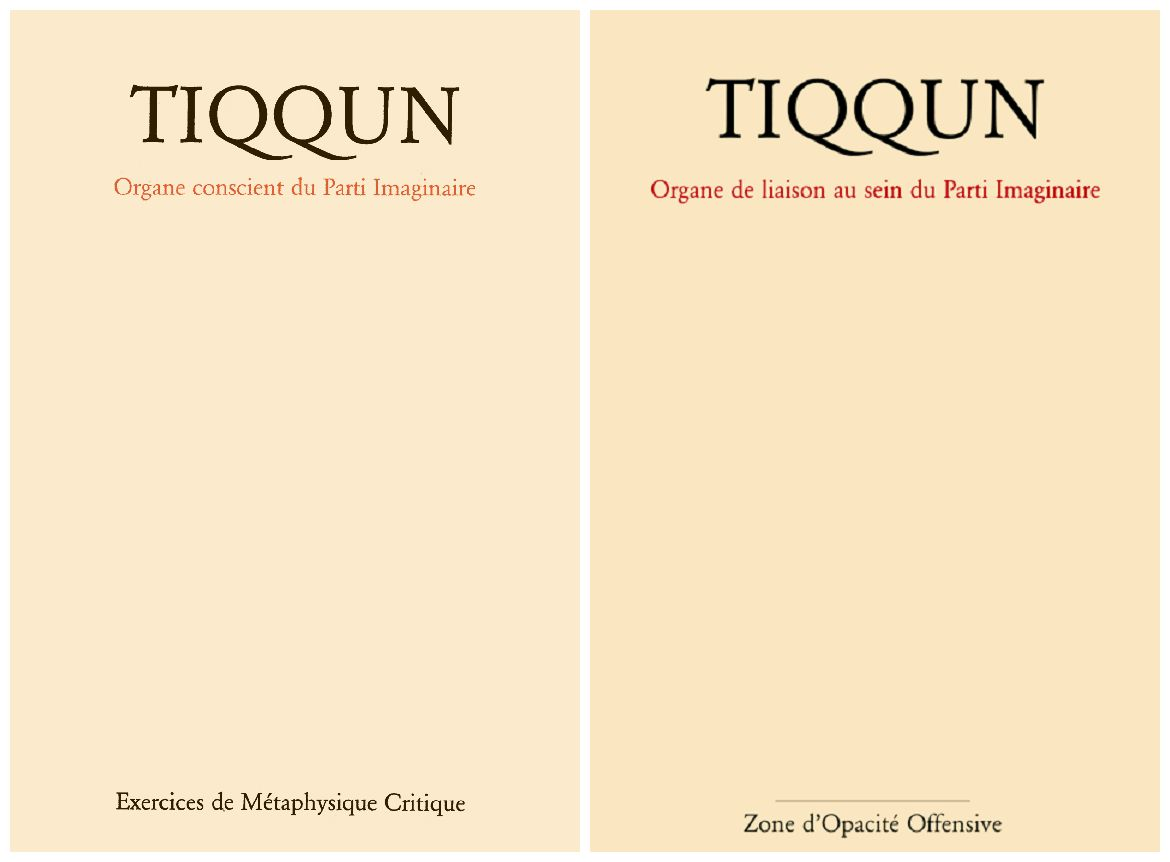
Tiqqun

Tiqqun ist ein französisches Autorenkollektiv, das von 1999 bis 2009 publizierte.
Tiqqun steht mit seinem poetischen Stil und seinem politisch radikalen Engagement in der Tradition der Situationisten und des Lettrismus. Von besonderem Einfluss ist auch die postmoderne Philosophie. In diesem Sinne sieht sich Tiqqun als «ein Instrument im Dienste einer Position». Um die systemimmanente Kritik der Linken zu durchbrechen, soll jede Widerstandspraxis Informationsströme durchbrechen und nicht intensivieren.
Der Begriff «Tiqqun» kommt aus der kabbalistischen und messianisch-jüdischen Tradition und bedeutet zugleich Verbesserung, Zurückerstattung und Erlösung.

## Comité Invisible
In dem Text Einführung in den Bürgerkrieg steht am Ende: „Die Ethik des Bürgerkriegs, die hier zum Ausdruck gekommen ist, erhielt eines Tages den Namen ‚Unsichtbares Komitee‘. Sie bezeichnet eine besondere Fraktion der imaginären Partei, ihren revolutionären Pol.“ Unter dem Namen Comité Invisible wurden mehrere Texte veröffentlicht, unter anderem Der kommende Aufstand, der zu größeren Reaktionen in den Medien führte.

### Deutsch
- Theorie vom Bloom. Diaphanes, Zürich/Berlin 2003, ISBN 978-3-935300-32-2.
- Kybernetik und Revolte. Diaphanes, Zürich/Berlin 2007, ISBN 978-3-03734-002-8.
- Einführung in den Bürgerkrieg. Zürich 2007.
- Grundbausteine einer Theorie des Jungen-Mädchens. Übersetzt von Ronald Voullié. Merve Verlag, Berlin  2009, ISBN 978-3-88396-271-9.
- Das unsichtbare Komitee: Der kommende Aufstand. Edition Nautilus, Hamburg 2010, ISBN 978-3-89401-732-3.
- Anleitung zum Bürgerkrieg. Laika Verlag, Hamburg 2012,  ISBN 978-3-942281-08-9.
- Alles ist gescheitert, es lebe der Kommunismus. Laika Verlag, Hamburg 2013, ISBN 978-3-942281-12-6.
- Das unsichtbare Komitee: An unsere Freunde. Edition Nautilus, Hamburg 2015, ISBN 978-3-894018-18-4.
- Das unsichtbare Komitee: Jetzt. Edition Nautilus, Hamburg 2017, ISBN 978-3-960540-61-8.

### Französisch
- Tiqqun 1 - Exercises de metaphysique critique. 1999.
- Hommes-Machines, mode d’emploi. Éditions Michel Baverey, Nantes 1999.
- Tiqqun 2 - Zone d'Opacité Offensive. Paris 2001, ISBN 2-913372-11-2.
- Premiers matériaux pour une théorie de la Jeune-Fille. Mille et Une Nuits, Paris 2001, ISBN 2-84205-590-X.
- Théorie du Bloom. La Fabrique, Paris 2004, ISBN 2-913372-39-2.
- Premiers matériaux pour une théorie de la Jeune-Fille. Éditions VLCP, Paris 2006, ISBN 2-916701-01-X.
- Introduction à la guerre civile. VLCP, Paris 2006, ISBN 2-916701-00-1.
- Ceci n'est pas un programme. VLCP, Paris 2006, ISBN 2-916701-02-8.
- Contributions à la guerre en cours. La Fabrique, Paris 2009, ISBN 978-2-913372-93-1.
- Tout a failli, vive le communisme. La Fabrique, Paris 2009, ISBN 978-2-913372-99-3.